# Cookie (песня)
«Cookie» (с англ. — «Печенье») — сингл южнокорейской гёрл-группы NewJeans, выпущенный 1 августа 2022 года в качестве заглавного сингла их дебютного мини-альбома New Jeans на лейблах ADOR (дочерний лейбл Hybe Co.) и YG Plus (совместное предприятие Hybe Co. и YG Entertainment). Продюсером композиции выступил Пак Чинсу, а авторами песни стали он же вместе с песенниками Gigi и Ильвой Димберг. Музыкальная составляющая песни была тепло принята критиками, ряд которых назвал «Cookie» одной из лучших композиций года. В то же время текстовая часть подверглась критике из-за излишней сексуализации ввиду несовершеннолетия участниц группы.

## Предыстория, релиз и продвижение
1 июля 2022 года принадлежащий конгломерату Hybe Co. лейбл ADOR разместил в своих аккаунтах в социальных сетях три анимационных видеоролика с номера «22», «7» и «22», что вызвало слухи о том, что 22 июля состоится релиз со стороны их новой группы. 22 июля 2022 года без какой-либо подготовки, информации о составе группы и рекламы состоялся релиз сингла «Attention», а следом состоялся анонс, что группа NewJeans выпустит свой первый мини-альбом 30 числа. Такие «неожиданные релизы» в целом редки в кей-поп индустрии, а неожиданные дебюты групп случаются настолько редко, что часто привлекают повышенное внимание. 23 июля появился второй сингл группы «Hype Boy», а также 50-ти секундный клип, раскрывающий имена участниц, дополнительно сопровождаемый четырьмя музыкальными клипами на песню (при этом в целом релиз сопровождали 6 видео, выложенных на видеохостинг YouTube). Песня стала вирусной и сделала NewJeans новыми звёздами индустрии. В составе альбома, согласно заявлению от 22 июля, должен был присутствовать ещё один сингл, которым и стал «Cookie», выпущенный в день выхода альбома. Музыкальное видео на сингл вышло простым и ориентированным в первую очередь на хореографию. В ходе него вокруг девушек катается большое печенье.
4 августа участницы NewJeans выступили с песней на музыкальном шоу M Countdown. Также они исполняли этот трек на церемониях вручения Melon Music Awards и Mnet Asian Music Awards.

## Композиция
Продюсером композиции выступил Пак Чинсу, а авторами песни стали он же вместе с песенниками Gigi и Ильвой Димберг. В жанровой составляющей она представляет собой клубный RnB- и данс-поп-трек с бриджем в стиле нью-джерсийской клубной музыки и минималистичным хип-хоп-битом. Песня записана в тональности си мажор при темпе 157 ударов в минуту. Она длится 3 минуты и 56 секунд.

## Восприятие
Критик онлайн-журнала IZM Хан Сонхён назвал «Cookie» наиболее невнятным треком альбома и небольшим экспериментом, необходимым чтобы сделать следующий шаг. Музыкальная составляющая и вокал песни удостоились в целом положительных отзывов критиков. Так рецензент онлайн-журнала Pitchfork Джошуа Ким назвал трек «Cookie» наиболее интересной работой альбома, в которой практически невесомый звук Roland TR-808 сочетается с современными синтезаторами и качающими низкими частотами во время припева и произнесения участницами вынесенного в заглавие композиции слова. Несмотря на заигрывание с нью-джерсийской клубной музыкой, в треке отсутствует характерный для неё семпл в виде скрипа кровати, поэтому основное внимание в музыкальной составляющей уделено биту. Джошуа Ким описал песню как сделанную по удивительно высоким стандартам даже для уже установленного ранее Мин Хиджин уровня. Критик газеты The New York Times Джон Караманика расположил композицию на 11 месте в своём списке лучших песен года вне зависимости от жанра, описав её как лучший трек альбома, который впечатляет своей лёгкостью и полным отсутствием движения к максимализму и представляет собой простую клубную метафору поверх старых и давно знакомых приёмов с признаками нью-джерсийской клубной музыки. Критик New Musical Express Кармен Чин назвала музыкальную составляющую «Cookie» «дотошной» и тонко выверенной. Комментаторы и слушатели также положительно оценили музыку трека.
Ведь тебе это нравится, не так ли?
Не обед, обед, но ты голоден.
Не вода, вода, но ты жаждешь.
В то же время текст песни удостоился противоречивых отзывов. Так в корейском издании K-Pop Herald лирическую составляющую назвали привлекательной и уникальной. Однако в целом эта составляющая песни удостоилась критических отзывов связанных с сексуальными намёками, которые слушатели, в особенности в комментариях к композиции на YouTube, и критики сочли неуместными из-за возраста участниц, каждая из которых по законам Республики Корея на момент выпуска трека считалась несовершеннолетней. Это было связано с тем, что в тексте песни содержались слова про «испечённую печеньку», которые участницы группы предлагали съесть и которую слушатели, по их словам, жаждали. На сленге «куки» обычно означает женские гениталии, и зная этот факт, при прочтении текст песни воспринимается критиками и слушателями как будто девушка желает с парнем более близких отношений. Группу и ранее обвиняли в сексуализации, когда с релизом первого сингла «Attention» участницы носили топы без бретелек, которые слушатели также сошли неуместными из-за возраста членов группы, поскольку самой младшей из участниц было лишь 14 лет. Кармен Чин писала, что такая лирика для столь молодых девушек неуместна и слабо сочетается с дотошной и тонко выверенной музыкальной составляющей. В дальнейшем на лейбле выпустили ответ на критику, в котором заявлялось, что не все корейцы знакомы со сленгом и что авторы лирики не подозревали, что текст песни будет воспринят именно таким образом. Они объявили, что трек делался с искренностью для фанатов, словно они дома у участниц группы и они и правда пекут печенья своим слушателям. Также в группе отметили, что выпуск долгожданной пластинки и выпечка печенья в корейском языке имеют один и тот же глагол, поэтому «Cookie» и стала последним из синглов альбома.
Песня возглавила чарты стриминговых сервисов сразу после релиза, а клип на неё позже стал четвёртым в истории группы, преодолевшим отметку в 100 миллионов просмотров на YouTube.

## Чарты
| Чарт (2022—2023)                          | Высшая позиция |
| ----------------------------------------- | -------------- |
| Мир (без США) (Billboard)                 | 198            |
| Япония (Billboard Japan)                  | 9              |
| Сингапур (RIAS)                           | 15             |
| Республика Корея (Billboard)              | 6              |
| Республика Корея (Circle)                 | 9              |
| Вьетнам (100 горячих, Billboard Việt Nam) | 21             |

| Чарт (2022)               | Высшая позиция |
| ------------------------- | -------------- |
| Республика Корея (Circle) | 9              |

| Чарт (2022)               | Позиция |
| ------------------------- | ------- |
| Республика Корея (Circle) | 80      |